# Vương Khuếch
Vương Khuếch (chữ Hán: 王廓, bính âm: Wang Kuo, sinh 13 tháng 7 năm 1994) là một kỳ thủ cờ tướng Trung Quốc. Anh là nhà vô địch Trung Quốc năm 2020 (giải thi đấu vào đầu năm 2021).

## Vô địch quốc gia
Năm 2020 vì dịch COVID-19 nên giải vô địch cờ tướng Trung Quốc tổ chức vào đầu năm 2021. Giải đấu gồm 64 kỳ thủ thi đấu loại trực tiếp. Sau khi là một trong 32 kỳ thủ vượt qua vòng loại, Vương Khuếch đã chiến thắng cả sáu vòng đấu. Ở vòng hai anh thắng đại sư[a] Triệu Vĩ, vòng ba thắng đặc cấp đại sư[a] Trương Học Triều, tứ kết thắng đại sư Vương Hạo, bán kết thắng đặc cấp đại sư Trịnh Duy Đồng. Anh vào chung kết gặp đặc cấp đại sư Triệu Hâm Hâm.
Tại chung kết Vương Khuếch đã vượt qua Triệu Hâm Hâm để lần đầu tiên lên ngôi vô địch Trung Quốc. Anh hòa đối thủ ở hai ván cờ tiêu chuẩn và nhanh, thắng ván cờ chớp sinh tử[b].
Ghi chú
1. ^ Đại sư là kiện tướng, đặc cấp đại sư là đại kiện tướng
2. ^ Bên đi trước có nhiều thời gian hơn phải thắng, nếu hòa thì bên đi sau thắng.